# Francisco Belo
Francisco Miguel Pereira Boavida Pires Belo (* 27. März 1991 in Castelo Branco) ist ein portugiesischer Kugelstoßer und Diskuswerfer.

## Sportliche Laufbahn
Erste internationale Erfahrungen sammelte Francisco Belo 2010 bei den Juniorenweltmeisterschaften in Moncton, bei denen er mit einer Weite von 18,16 m in der Qualifikation ausschied, wie auch bei den U23-Europameisterschaften im Jahr darauf in Ostrava mit 17,04 m. 2013 nahm er erneut an den U23-Europameisterschaften in Tampere teil, schied aber auch dort mit 17,63 m bzw. 50,38 m in der Vorrunde aus. 2015 erreichte er bei der Sommer-Universiade in Gwangju im Kugelstoßen mit 17,06 m den zwölften Platz und wurde im Diskuswurf mit 52,40 m 13. 2017 schied er bei den Halleneuropameisterschaften in Belgrad mit 19,55 m in der Qualifikation aus und gelangte auch bei den Weltmeisterschaften in London mit 19,47 m nicht bis in das Finale aus. Anschließend siegte er bei den Studentenweltspielen in Taipeh mit 20,86 m im Kugelstoßen und erreichte mit dem Diskus mit 59,78 m Platz fünf. 2018 wurde er bei den Mittelmeerspielen in Tarragona mit 19,39 m Siebter und bei den Europameisterschaften in Berlin schied er mit 19,66 m in der Qualifikation aus. 2019 wurde er bei den Halleneuropameisterschaften in Glasgow mit 20,97 m Vierter und schied im Oktober bei den Weltmeisterschaften in Doha mit 19,52 m in der Qualifikation aus. 2021 stellte er bei den Halleneuropameisterschaften in Toruń mit 21,28 m einen neuen Landesrekord in der Halle auf und belegte damit erneut den vierten Platz, qualifizierte sich mit dieser Leistung allerdings für die Olympischen Spiele. Mitte Juni siegte er mit 21,27 m beim Kladno hází a Kladenské Memoriály und nahm dann an den Olympischen Spielen in Tokio teil, verpasste dort aber mit 20,58 m den Finaleinzug.
2022 gelangte er bei den Hallenweltmeisterschaften in Belgrad mit 19,87 m auf Rang 15 und im Jahr darauf verpasste er bei den Halleneuropameisterschaften in Istanbul mit 19,61 m den Finaleinzug. Im Juni wurde er bei der 1. Liga der Team-Europameisterschaft im Zuge der Europaspiele in Chorzów mit 19,64 m Achter. Anschließend schied er bei den Weltmeisterschaften in Budapest mit 19,24 m in der Qualifikationsrunde aus. 2024 siegte er mit 20,78 min bei den Ibero-Amerikanischen Meisterschaften in Cuiabá. Anschließend gelangte er bei den Europameisterschaften in Rom mit 19,74 m auf den zehnten Platz. Im August brachte er bei den Olympischen Sommerspielen in Paris in der Vorrunde keinen gültigen Versuch zustande.
In den Jahren 2017 und 2018 wurde Belo portugiesischer Meister im Diskuswurf sowie 2021 im Kugelstoßen im Freien. Zudem wurde er 2019, 2021 und 2023 Hallenmeister im Kugelstoßen.

## Persönliche Bestweiten
- Kugelstoßen: 21,28 m, 5. März 2021 in Toruń
- Diskuswurf: 62,01 m, 11. Juni 2017 in Vagos